# Охоння (озеро)
Охоння — озеро на северо-западе Тверской области, расположенное на территории Андреапольского района. Принадлежит бассейну Невы.
Находится в западной части Валдайской возвышенности, на севере Андреапольского района, в 7 километрах к югу от посёлка Бологово.
Озеро длинное и узкое. Протяжённость с северо-востока на юго-запад составляет более 2 километров, ширина до 0,48 километра. Площадь водного зеркала — 0,6 км². Протяжённость береговой линии — боле 6 км.
В северо-восточную часть озера впадает мелкий безымянный ручей, из юго-западной вытекает река Охоння, левый приток Серёжи. Окружено лесами. Населённых пунктов на берегу озера нет.